# Sass de Putia
Il Sass de Putia (Sas de Pütia in ladino, Peitlerkofel in tedesco, in italiano anche detto Sasso del Putia o solo Sasso Putia), è una montagna delle Dolomiti alta 2875 m. La cima si trova all'interno del parco naturale Puez-Odle, nei pressi del passo delle Erbe, in Alto Adige, passo che mette in comunicazione la val Badia con le valli di Luson e di Funes.
La cima è famosa, oltre per il panorama a 360 gradi che offre, grazie al suo isolamento, anche per la semplice via ferrata che consente di raggiungerla. Infatti spesso, a chi non ha mai provato l'esperienza di una via ferrata, viene consigliato di percorrere questo itinerario.

## Itinerari di salita
Lasciando la macchina al passo delle Erbe (1987 m), per realizzare la salita alla vetta è necessario raggiungere innanzitutto con una breve salita lungo il sentiero 8A i "Prati di Putia" e più precisamente il bivio presso la località "Munt de Fornella" (2080 m). Da tale bivio si diramano i sentieri 8A e 8B (rispettivamente a destra e a sinistra). Entrambi i tracciati permettono di raggiungere la Forcella di Putia (2357 m) posta ad ovest del massiccio; il primo aggirerà infatti il massiccio in senso antiorario mentre il secondo in senso orario.
Proseguendo in senso antiorario si segue il sentiero 8A che attraversa i "prati di Campaccio" fino a giungere alla valle che separa il massiccio del Putia da quello delle Odle di Eores sulla destra. In questa valle s'incrocia il sentiero n°4 che proviene dal Rifugio Plose; tale sentiero è anche il percorso delle Alte vie n. 2 e Günther Messner. Seguendo pertanto il sentiero n°4 verso sinistra si raggiungerà inerpicandosi lungo un ghiaione scosceso la Forcella di Putia. Sulla forcella s'incrociano diversi tracciati: il sentiero 4 (che con le Alte Vie proseguirà a destra verso il rifugio Genova) e il sentiero 4B che con la stessa numerazione scende verso i "Prati di Vaciara" oppure risale a sinistra il versante del Piccolo Putia. Si procede per quest'ultimo, che con una salita per comode balze erbose, porta al ripiano ghiaioso che sta alla base dell'ultimo tratto di salita (2720 m).
L'ultimo tratto di salita (150 m), in leggera esposizione, si svolge lungo un tratto di via ferrata con difficoltà del I grado. Questo pezzo finale è attrezzato con salde funi metalliche fisse, che aiutano ed assicurano l'escursionista nella salita fino alla vetta (2875 m). Fin qui il percorso dura 3-3 ore e mezza dal passo delle Erbe.
Dalla vetta si gode una vista a 360 gradi:
- verso nord: il crinale principale delle Alpi (Palla Bianca–Alpi Aurine–Vedrette di Ries–Großglockner), ma anche più vicino, la Plose e il monte Gabler:
- verso est: le Dolomiti Settentrionali (Plan de Corones-Croda del Becco-Croda Rossa d'Ampezzo-Sasso di Santa Croce-Tofane-Lagazuoi-Pelmo-Monte Civetta);
- verso sud: i principali gruppi delle Dolomiti (Marmolada-Gruppo del Sella-Gruppo delle Odle–Gruppo del Puez);
- verso ovest: le alpi trentine e altoatesine (Adamello-Presanella-Ortles–Altopiano del Renon).

Nei pressi del pianoro precedente all'ultimo tratto, si trova anche il Piccolo Putia, che è raggiungibile facilmente percorrendo un sentiero in 20 minuti.
La discesa avviene per lo stesso percorso, almeno fino alla forcella, dove si può scegliere se allungare la via del ritorno completando il giro alla base del monte attraverso i Prati di Putia.
Nel caso si decida di completare il giro dalla forcella s'imboccherà il sentiero 4B verso sinistra che scenderà verso i "Prati di Vaciara" dove un bivio permetteràdi proseguire lungo il tracciato 4B e raggiungere l'abitato di Longiarù o imboccare a sinistra il sentiero n°35 (proveniente da Rifugio Malga Brogles da destra) che attraverserà gli alpeggi posti sul versante orientale del massiccio del Putia lungo il versante occidentale della Valle di Longiarú. Volendo tornare verso il Passo delle Erbe si proseguirà pertanto sul sentiero 35 verso sinistra fino a giungere al Passo di Göma (2111 m) dove si abbandona il sentiero 35 per andare a sinistra lungo il sentiero 8B che ci riporterà attraverso l'Alpe di Göma al punto di partenza.
In totale, per la salita e il giro completo del Sas de Putia occorrono almeno 7 ore.

## Sito archeologico
Lungo il sentiero 35, a circa 100 metri a nord dell'incrocio di questo con il sentiero 4B è localizzato il sito archeologico di Pütia II. Si tratta di un sito rituale che ha restituito, durante gli scavi condotti nel 2002 e 2003 un numero di reperti che suggeriscono un ampio spettro cronologico di frequentazione: resti di attività venatorie mesolitiche, attività pastorali del Bronzo Finale e in piena età del Ferro una notevole attività di culto, testimoniato dalla presenza di resti sacrificali e deposizioni votive.

## Galleria d'immagini

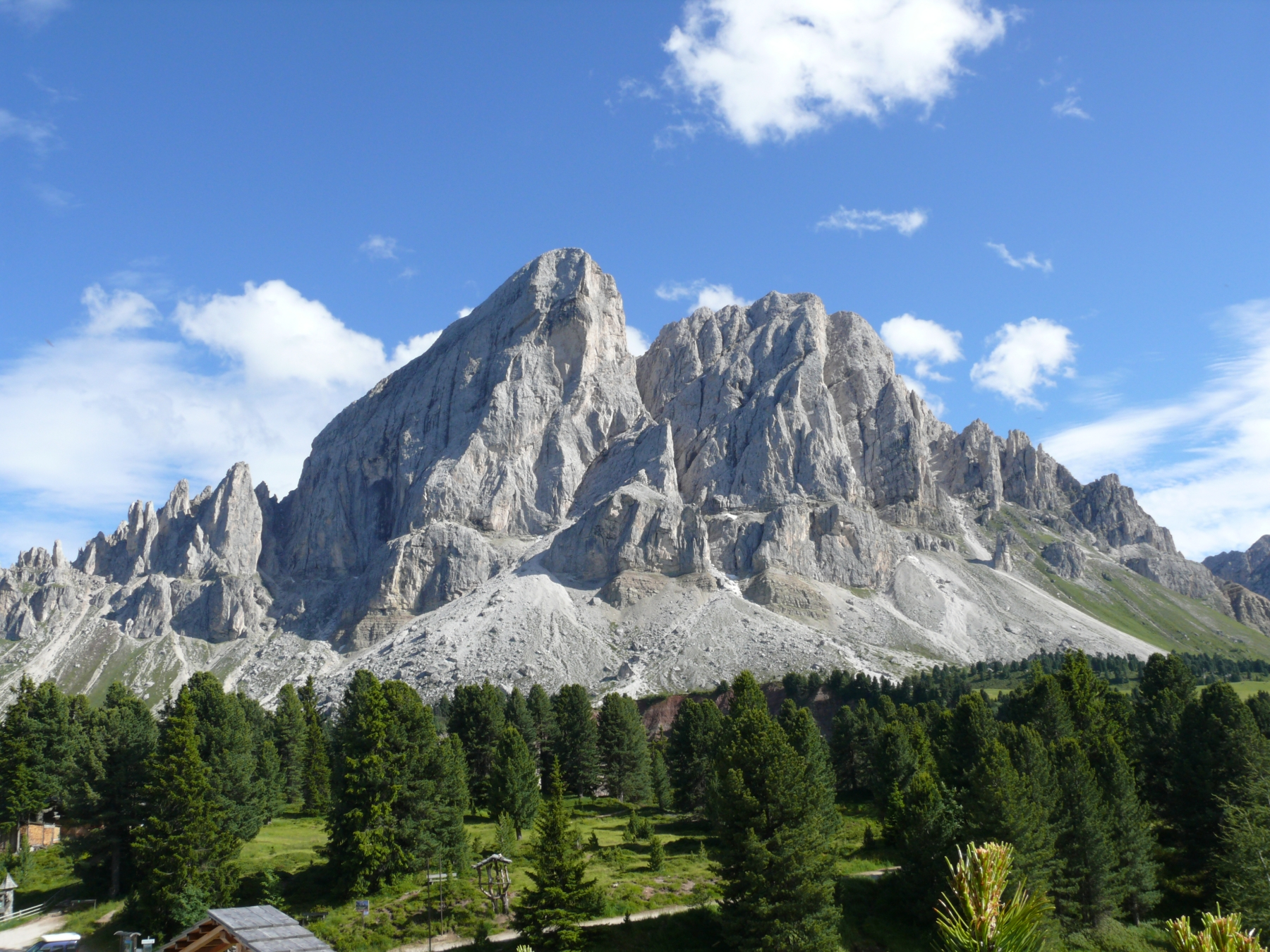
Il Sass de Putia dal passo delle Erbe
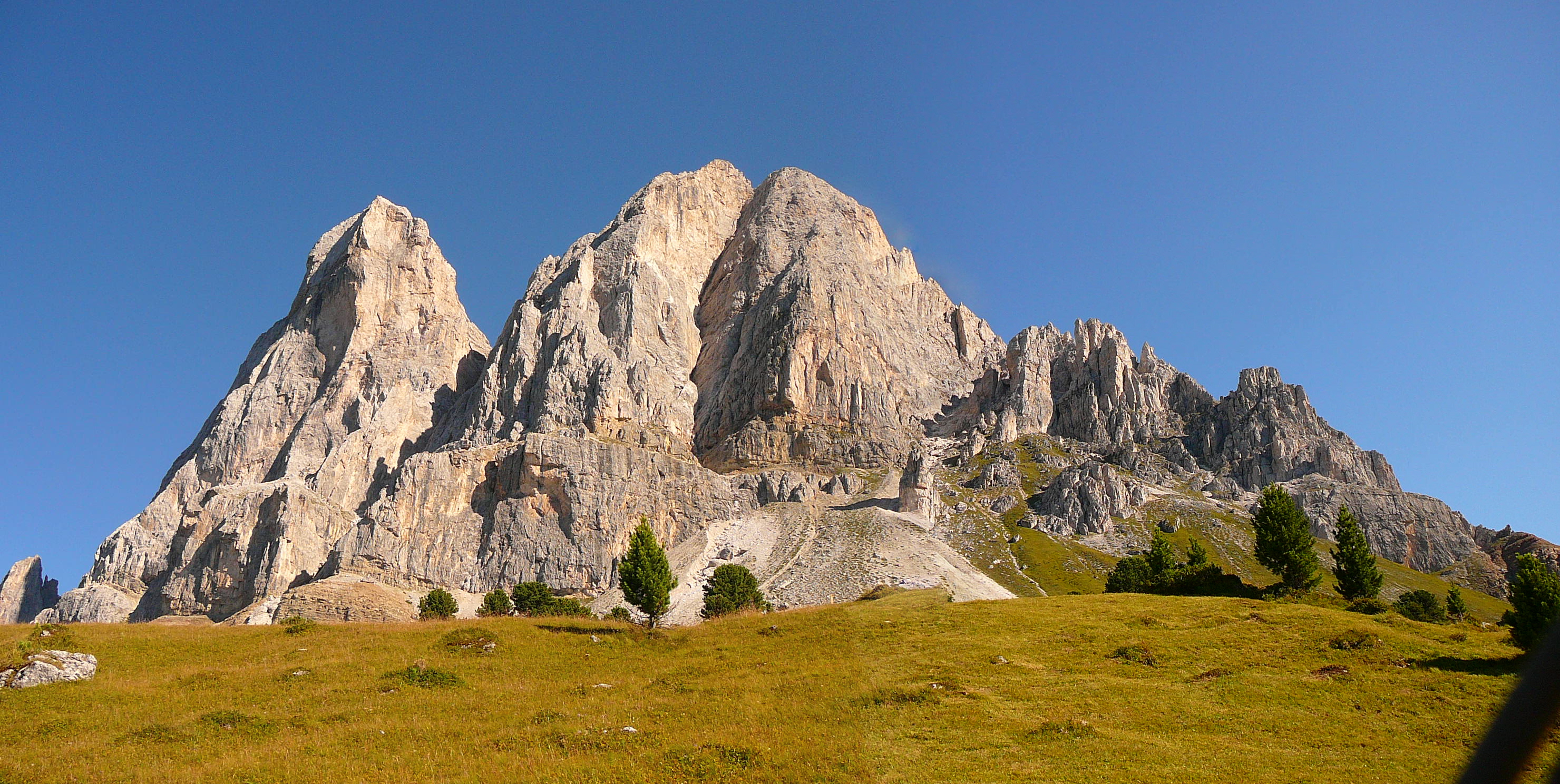
Il Sass de Putia visto dalla sua base
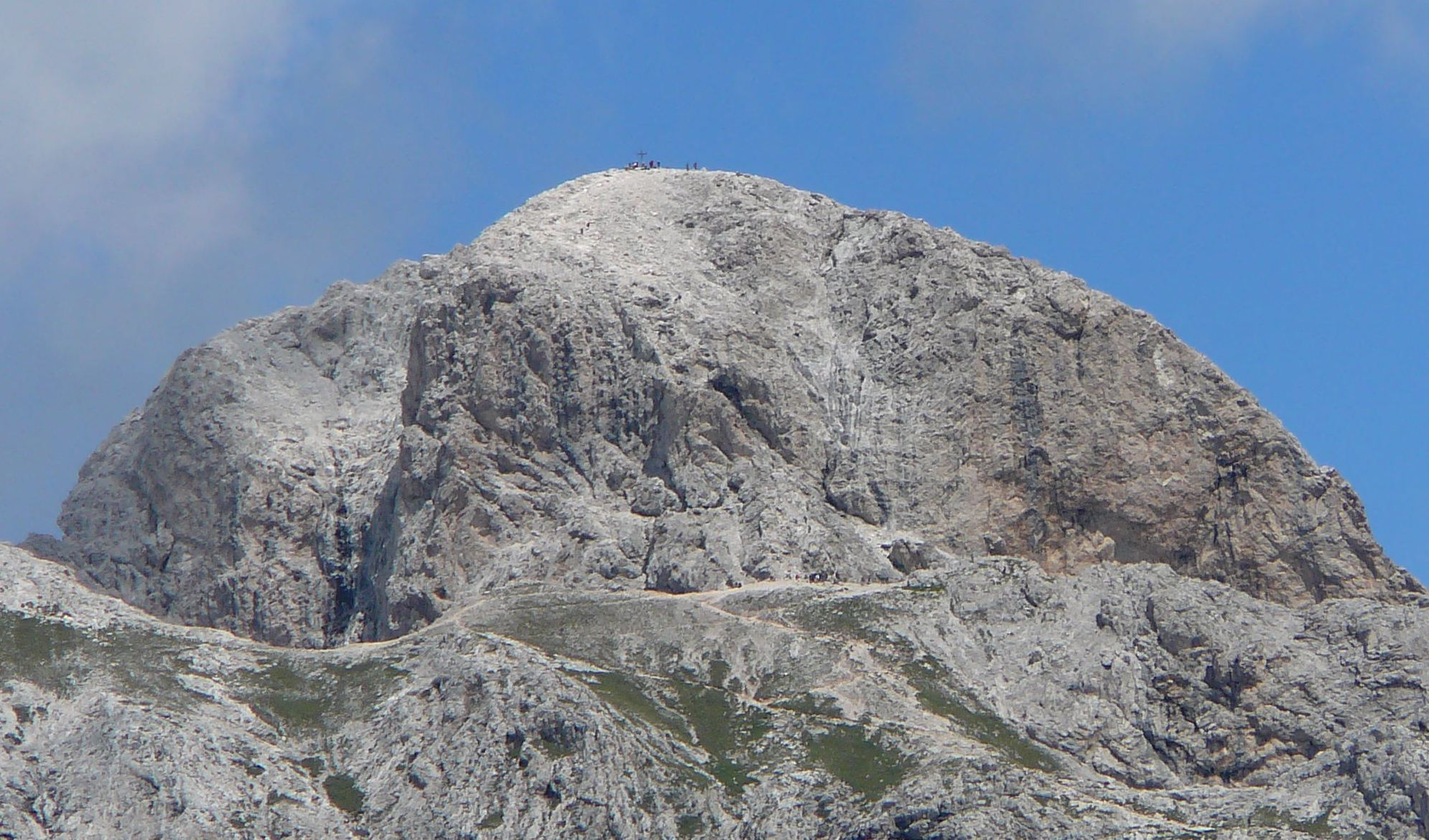
La cima del Putia dal lato sud, con l'ultimo tratto in ferrata
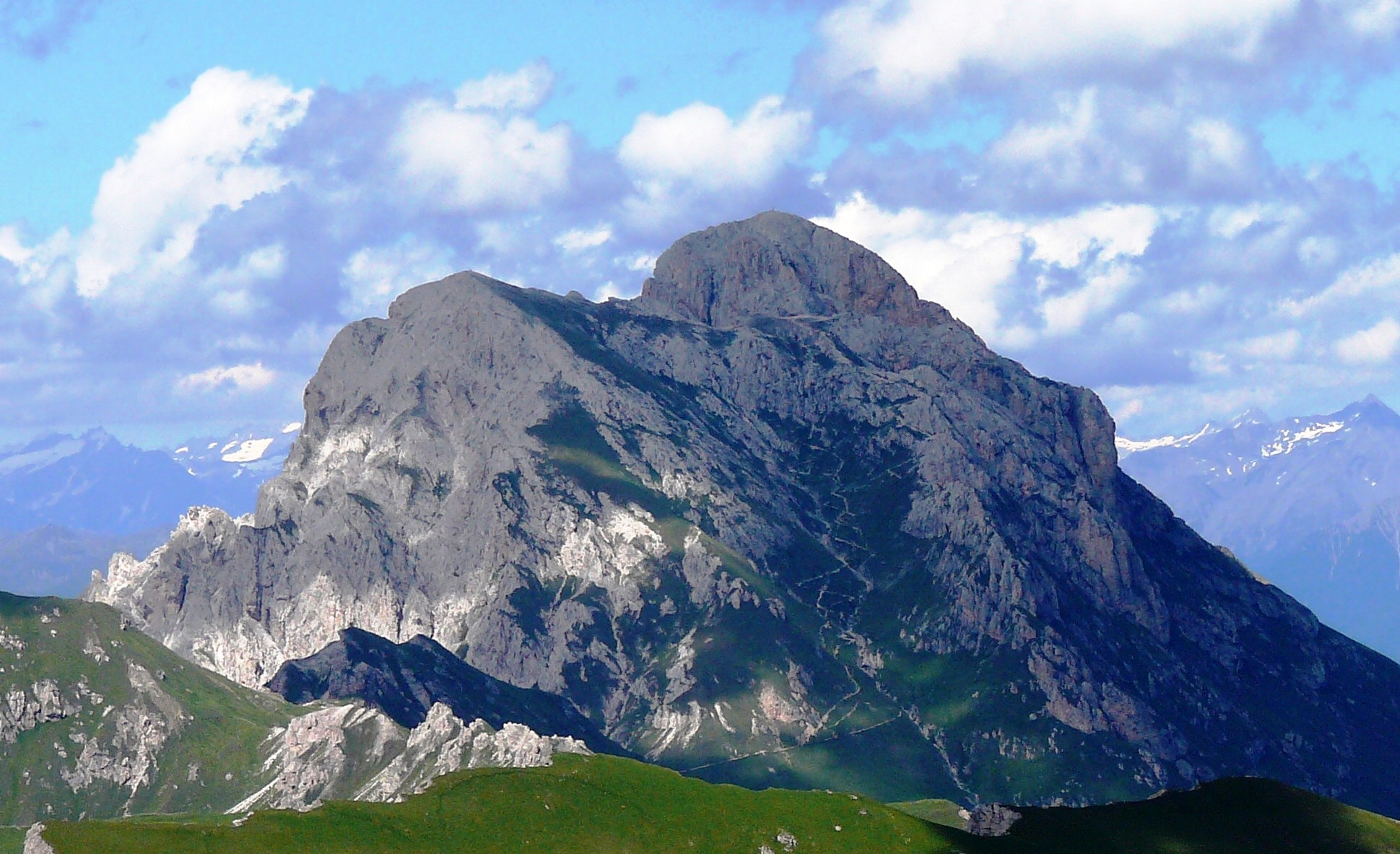
Il Putia visto da sud
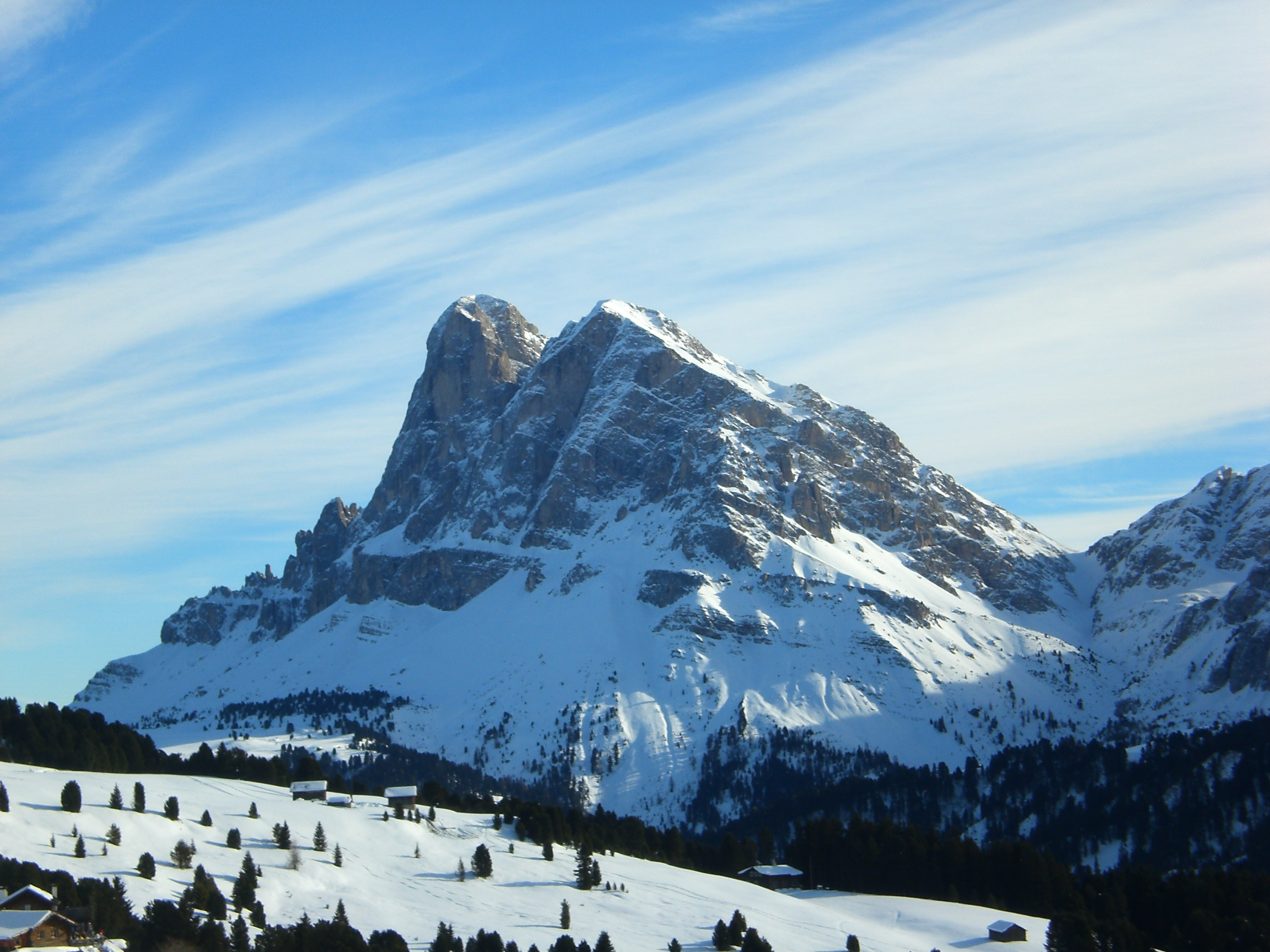
Il Putia innevato visto dalla Plose